# Grugies
Grugies es una comuna francesa situada en el departamento de Aisne, de la región de Alta Francia.

## Geografía
Está ubicada a orillas del río Somme, a 4 km al sur de San Quintín.

## Demografía
| 575 | 747 | 793 | 815 | 948 | 906 | 1 121 | 1 313 |
| Para los censos de 1962 a 1999 la población legal corresponde a la población sin duplicidades (Fuente: INSEE [Consultar]) |     |     |     |     |     |       |       |